# Mana (Serbia)
Mana (cyr. Мана) – wieś w Serbii, w okręgu morawickim, w gminie Ivanjica. W 2011 roku liczyła 202 mieszkańców.